# Dissaporus
Dissaporus is een kevergeslacht uit de familie van de boktorren (Cerambycidae). De wetenschappelijke naam van het geslacht werd voor het eerst geldig gepubliceerd in 1907 door Aurivillius.

## Soorten
Dissaporus omvat de volgende soorten:
- Dissaporus cachani (Lepesme & Breuning, 1958)
- Dissaporus cylindricus (Fåhraeus, 1872)
- Dissaporus juheli Adlbauer, 2006
- Dissaporus malaisei Corinta-Ferreira, 1954
- Dissaporus mythicus (Gyllenhal, 1817)